# Jožef Školč
Jožef Školč (* 19. srpna 1960 Breginj) je slovinský liberální politik.

## Životopis
Narodil se ve vesnici Breginj v západním Slovinsku. Vystudoval politologii na Univerzitě v Lublani. V roce 1988 se stal předsedou Slovinského socialistického svazu mládeže (ZSMS). V té době již byla organizace nezávislá na komunistické straně a sehrávala významnou roli v procesu demokratizace Slovinska. V roce 1990 se ZSMS transformoval na Liberální demokraty Slovinska (LDS) a Školč se stal prvním předsedou této strany. V prvních svobodných volbách v dubnu 1990 získala strana čtrnácti procentní podporu a stala se opozicí DEMOSovské koalice.
V roce 1992 Školč odstoupil z funkce předsedy strany, vystřídal ho Janez Drnovšek. Ve stejném roce byl Školč zvolen poslancem a mezi roky 1994 až 1996 byl předsedou Státního shromáždění RS. V letech 1997 až 2000 byl slovinským ministrem kultury.
V letech 2007 až 2008 byl předsedou poslaneckého klubu Liberálních demokratů Slovinska. Od roku 2008 je Školč státním tajemníkem pro nevládní organizace ve vládě Boruta Pahora.